# سهی بشاره
سُهیٰ فَواز بِشاره (به عربی: سهى فواز بشارة) فعّال سیاسی کمونیست لبنانی است. وی به خاطر اقدام به کشتن انتوان لحد، ژنزال طرفدار اسرائیل، معروف است. وی از اعضای حزب کمونیست لبنان بود.

## شلیک به لحد
در سال ۱۹۸۸، در حالی که تنها ۲۱ سال داشت، با شلیک به انتوان لحد، ژنرال ارتش جنوب لبنان، که جنوب اسرائیل را با همکاری اسرائیل در اختیار داشت، قصد کشتن او را نمود. لحد زنده ماند و سُهیٰ بشاره پس از هفته‌ها شکنجه ۱۰ سال در خیام در مرکز کوه‌های جنوب لبنان که توسط اسرائیل ایجاد شده بود و توسط ارتش لبنان جنوبی اداره می‌شد، در اسارت ماند.

## آثار
- زندگی‌ام برای لبنان: فصل‌های کتاب به زبانی ساده، ماجرای او را در سلول انفرادی و اذیت و آزار و شکنجه تعریف می‌کند. حکایت پیوستن او به مقاومت و حمله‌اش به یک فرمانده اسرائیل و در پی آن افتادن به زندان بدون محاکمه، ماجرایی است از زبان نویسنده که در واقع قصه زندگی اوست.[۶]